# Étienne Casimir Hippolyte Cordellier-Delanoue
Pour les articles homonymes, voir Cordellier et Delanoue.
Étienne Casimir Hippolyte Cordellier-Delanoue, né à Grenoble le 19 septembre 1806 et mort à Paris le 14 novembre 1854, est un auteur dramatique, romancier et poète français.

## Biographie
Il est le fils du général Étienne Jean François Cordellier-Delanoüe. Il débute en littérature par des poésies et des articles publiés en revue ou insérés dans des recueils tels que Le Livre des Cent-et-Un et Les Français peints par eux-mêmes. Il se lie avec Alexandre Dumas, Victor Hugo, Théophile Gautier. Il collabore à La Psyché et dirige La Tribune romantique, l'éphémère revue qui lui succède en 1830 dans le sillage de la bataille d'Hernani. En 1833, il contribue à La France littéraire une série d'articles sur les musiciens célèbres. Après avoir publié en librairie deux épîtres en vers, il aborde le roman et le théâtre. Ses trois romans, Les Javanais, Jacques Cœur et René d'Anjou, sont plusieurs fois réédités. Parmi ses pièces, qui tombent vite dans l'oubli, Mathieu Luc remporte un certain succès littéraire.
En 1835, il épouse Françoise Amélie Cadeau, fille du peintre René Cadeau.
Il passe pour avoir collaboré à Napoléon Bonaparte et à Bathilde de Dumas, qui disait que Cordellier-Delanoue faisait bien mieux les vers que lui et se demandait pourquoi sa réussite n'avait pas été au moins égale à la sienne. C'était, selon Pierre Larousse, « un écrivain de talent, qui a trop souvent été forcé de travailler sous le nom d'auteurs dramatiques et de romanciers en vogue, et dont le nom, écarté de l'affiche, n'est parvenu que rarement aux oreilles du public. » Le 17 mai 1831, il fit jouer au théâtre de l'Odéon Kernox le fou, un drame en quatre actes et en vers. Porel et Monval disent de cette pièce : « l'auteur fut nommé, mais devant l'accueil fait à son nom, celui-ci choisit de retirer son étrange pièce ».
Il épouse en secondes noces Mme Raimbaux-Gavaudan, cantatrice, devenue veuve.
Cordellier-Delanoue mourut dans son fauteuil en corrigeant les épreuves de son dernier livre, Les Sillons, un recueil de poésies anciennes et nouvelles. L'une d'elles, intitulée Le Rire de Mirabeau, avait attiré l'attention de Goethe en 1830. « Cette poésie, dit Goethe, est pleine d'esprit et d'audace ; vous la lirez. Il semble que Méphistophélès ait préparé l'encre dont s'est servi ce poète. »

## Œuvres
Théâtre
- Kernox le fou, drame en quatre actes et en vers, théâtre de l'Odéon, 17 mai 1831
- Le Barbier de Louis XI, 1439-1483, 1832 Texte en ligne
- Marguerite de Montmorency dans Le Livre de beauté : souvenirs historiques, préface de Charles Nodier, 1834
- Cromwell et Charles Ier, drame en 5 actes, précédé de Un dernier jour de popularité, prologue en 1 acte, Paris, Théâtre de la Porte-Saint-Martin, 21 mai 1835
- Isabelle de Montréal, drame en 2 actes, mêlé de chant, avec Paul Foucher, Paris, Théâtre de la Gaîté, 10 juin 1839
- Mathieu Luc, drame en 5 actes en vers, Paris, Théâtre de l'Odéon, 28 octobre 1841
- Le Manchon, comédie en 2 actes en vers, Paris, Théâtre de l'Odéon, 23 mars 1847
- Qui dort dîne, vaudeville en 1 acte, avec Eugène Roche, Paris, Théâtre des Variétés, 8 juillet 1847
- Une épreuve avant la lettre, comédie-vaudeville en 1 acte, avec Jules Barbier, Paris, Théâtre des Variétés, 14 février 1855 Texte en ligne

Varia
- La Poésie et la Musique, ou Racine et Mozart, épître à M. Victor S..., pièce en vers, 1824
- Épître à sir Walter Scott, pièce en vers, 1826
- Les Javanais, histoire de 1682, roman, 1845

- Jacques Cœur, roman, 1847 Texte en ligne
- René d'Anjou, roman, 1851
- Les Sillons, poésies anciennes et nouvelles, 1855